# DJ Dahi
Dacoury Dahi Natche (Inglewood, 10 de março de 1983), mais conhecido como DJ Dahi, é um cantor, compositor e produtor musical norte-americano.